# Crucifijo de Duccio en Grosseto
El Crucifijo del Duccio en Grosseto es un gran Cristo crucificado en témpera y oro sobre madera, realizado hacia 1285 por el taller de Duccio di Buoninsegna. Está expuesto en la iglesia de San Francesco de Grosseto.

## Descripción
El Cristo es del tipo  doliente, en la representación humanizante franciscana y dominicana, abandonando las representaciones góticas o bizantinas precedentes :
El Cristo debe de estar entonces representado muerto, sufriendo sobre la cruz (y no triunfante ni resignado) :
- La cabeza bajada sobre el hombro,
- Los ojos cerrados, ausentes (órbitas vacías),
- Marcas de dolor sobre la cara,
- La boca es curvada hacia abajo,
- Las llagas son sangrantes (manos, pies y costado derecho),
- El cuerpo torcido, arqueado en un espasmo de dolor, padeciendo su peso terrestre,
- Esquematización de los músculos y de las costillas.

El crucifijo no soporta más que extremidades rectangulares, vacías de escenas figurativas arriba y abajo de la cruz (a pesar de todo, como el oro de las cornisas está interrumpido, se puede plantear la cuestión de la presencia de escenas en estas extremidades en el origen de la fabricación de la cruz) :